# 成人派对 (2010年电影)
《成人派对》（英語：Group Sex）是2010年8月4日在美国上映的喜劇片。

## 剧情
该片讲述室友安迪和杰瑞的情爱故事。两个商业伙伴安迪和杰瑞，一次在酒吧喝酒招来两个小姐，大醉之后，回家就开始群体做爱。第二天，安迪告诉杰瑞，自己迷恋上了昨晚带回的女子凡妮莎。
偶然的一天，安迪去酒吧喝酒，再度看到凡妮莎在台上唱歌，他打算去和唱完歌下台的凡妮莎交谈时，凡妮莎跑开了，安迪追了上去，一直追到一个教堂。然后他被一个叫伯顿的男子邀请加入一个组织，通过自我介绍，安迪才知道自己加入了成人派对、同时凡妮莎也是性瘾者。
安迪每次都去组织上课交流沟通，并努力去接近凡妮莎，不过他的努力使得他和好友杰瑞关系紧张。

## 演员
| 演员                       | 角色   | 备注 |
| 乔希·库克                  | 安迪   |      |
| 格雷格·伯格                | 杰瑞   |      |
| 奥黛塔·雅丝曼              | 凡妮莎 |      |
| 罗伯特·帕特里克·本尼迪克特 | 唐尼   |      |
| 金莎·惠特利                | 蒂芬妮 |      |
| 汤姆·阿诺德                | 赫尔曼 |      |
| 亨利·温克尔                | 伯顿   |      |